# Marcel Rocque
Marcel Rocque (St. Paul, 22 de junio de 1971) es un deportista canadiense que compitió en curling.
Ganó tres medallas de oro en el Campeonato Mundial de Curling entre los años 2002 y 2005.

## Palmarés internacional
| Campeonato Mundial | Campeonato Mundial        | Campeonato Mundial | Campeonato Mundial |
| Año                | Lugar                     | Medalla            | Prueba             |
| ------------------ | ------------------------- | ------------------ | ------------------ |
| 2002               | Bismarck (Estados Unidos) | Medalla de oro     | Equipo             |
| 2003               | Winnipeg (Canadá)         | Medalla de oro     | Equipo             |
| 2005               | Victoria (Canadá)         | Medalla de oro     | Equipo             |